# Tarrenz
Tarrenz é um município da Áustria, situado no distrito de Imst, no estado do Tirol. Tem 74,59 km² de área e sua população em 2019 foi estimada em 2.763 habitantes.